# 常温内圧

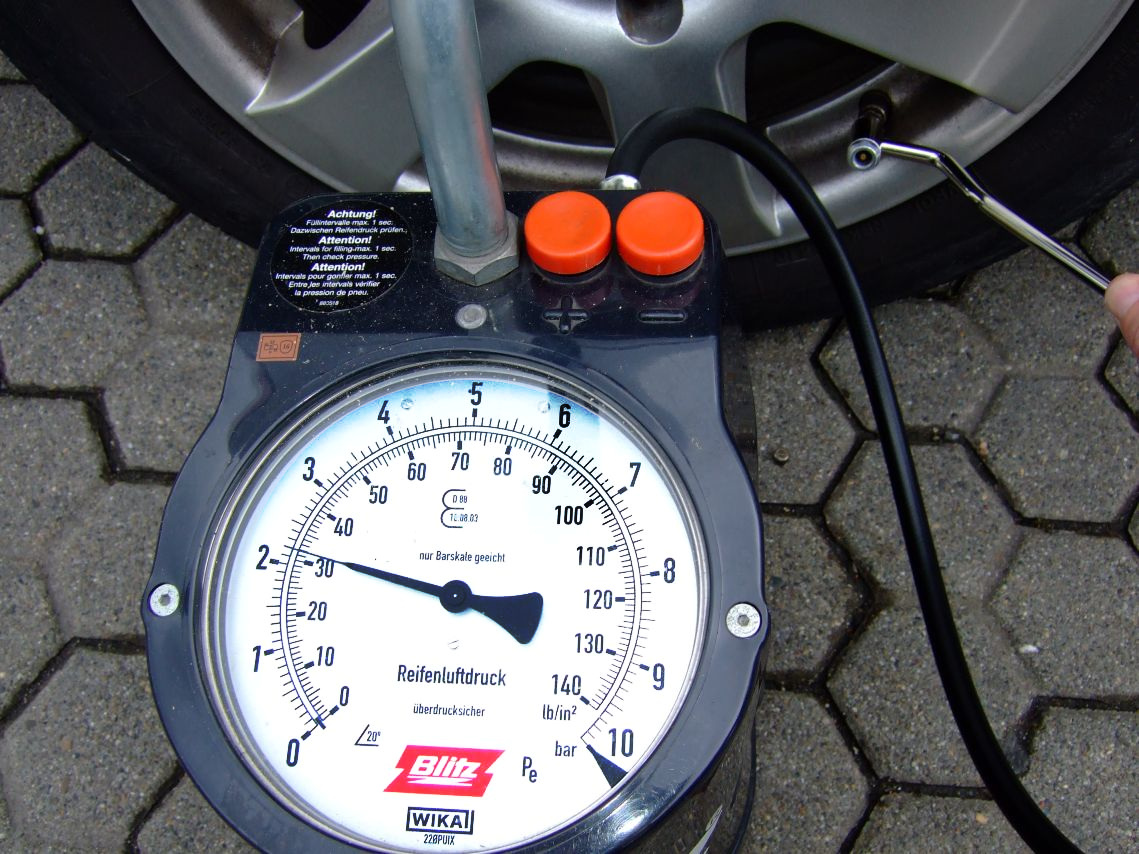
バール（外目盛）と重量ポンド毎平方インチ（内目盛）を表示するタイヤ圧ゲージ

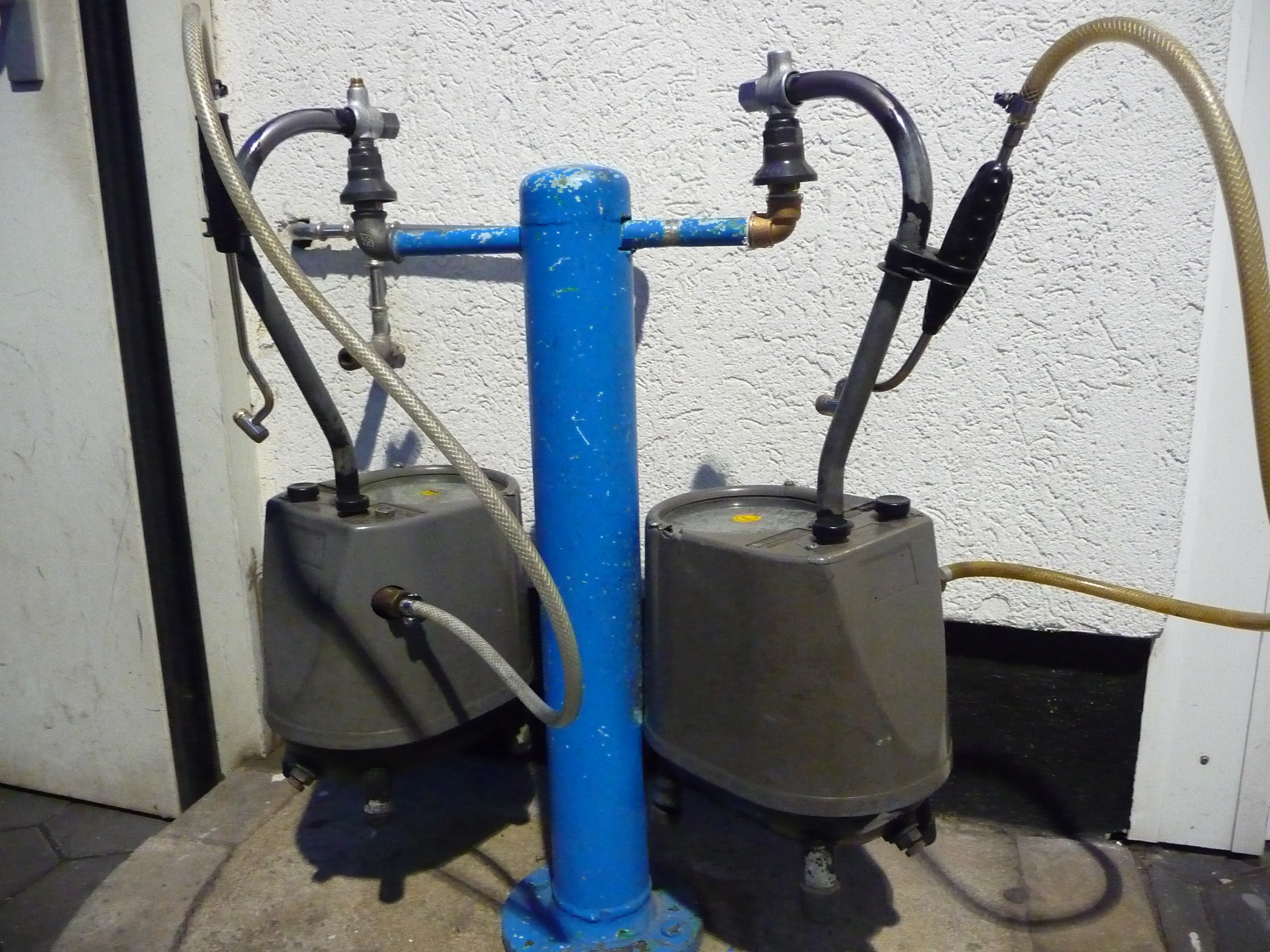
タイヤ圧測定機器

常温内圧（じょうおんないあつ、英語: cold inflation pressure）は、車が走行して、タイヤが温まる前のタイヤの内圧である。推奨常温内圧は取扱説明書上や、車両のドア縁、ピラー、グローブボックス扉、または燃料給油口の蓋に貼られているプラカード（またはステッカー）上に表示されている。乗用車の40%で少なくとも1つのタイヤが6 psi以上低圧になっている。空気が十分に入っていないタイヤは燃費が大きく低下し、排気が増大し、トレッド面の縁の摩耗が増大し、タイヤの過熱および早期故障を引き起こす。そのため、運転手はタイヤに十分空気が入っていることを確かめることが推奨される。一方で、過度な内圧は衝撃による破損、制動性能の低下、トレッド面の中央部分の摩耗の増大を引き起こしうる。
タイヤ圧は、帝国単位系および米国慣用単位系ではpsi、国際単位系ではキロパスカル（kPa）またはバール（非SI単位）で一般に測定される。
周囲の温度は常温内圧に影響を与える。常温タイヤ絶対圧（ゲージ圧 + 大気圧）は絶対温度（単位はケルビン）に正比例する。
物理学から、理想気体の状態方程式はPV = nRTと述べる。ここで、Pは絶対圧、Tは絶対温度、Vは体積（タイヤの場合、比較的一定であると想定される）、nRは一定数の気体分子について一定である。これを理解するため、300ケルビン（約摂氏27度）の時にタイヤに空気を入れることを考える。もし温度が10%変動（すなわち、30ケルビン〔摂氏でも30度〕）変動すれば、圧力は10%変動する。したがって、タイヤに300ケルビンで220 kPa（絶対圧では大気圧を加えて321 kPa）まで空気を入れると、変化は摂氏30度の変化で32 kPa、1.1 kPa/°Cとなる。
つまり、常温常圧で220 kPa（ゲージ圧）まで空気を入れたタイヤでは、温度が1 °C上昇するとタイヤ圧が1.1 kPa上昇するという近似が成り立つ。